# Billbergia domingosmartinsis
Billbergia domingosmartinsis là một loài thực vật có hoa trong họ Bromeliaceae. Loài này được E.Gross mô tả khoa học đầu tiên năm 1988.